# Molenwijk (Den Haag)
De Molenwijk, officieel de Noordpolderbuurt, is een buurt in het Haagse stadsdeel Laak in de wijk Laakkwartier en Spoorwijk.
De Molenwijk wordt begrensd door de Rijswijkseweg in het westen, de Laak in het noorden, de Trekvliet in het oosten en de Broeksloot in het zuiden. De buurt dankt zijn naam aan de Laakmolen uit 1699.
De Noordpolderbuurt bestaat uit het vooroorlogse Molenwijk en de driehook Jan van der Heijdenstraat - Van Musschenbroekstraat - Rijswijkseweg.

## Multicultureel
De Molenwijk heeft een multicultureel karakter. Er zijn verschillende winkeltjes van allochtone ondernemers. In 1982 werd een Hindoestaanse vereniging (HVL) opgericht; zij organiseren activiteiten als computercursussen, sport, Hindoestaanse dans en ouderenbegeleiding. Een project van HVL is het groepswonen-project "Sewa Sangh" dat bestaat uit 30 woningen voor Hindoestaanse ouderen. De Turkse vereniging Molenwijk bestaat sinds 1986. Reden van de oprichting was het ondersteunen van Turkse immigranten. Zij organiseren diverse activiteiten gericht op klimaatverbetering tussen wijkbewoners. Gezamenlijk runnen de Molenwijkers een wijkbus waarmee ouderen uit de buurt betaalbaar vervoerd kunnen worden.

## Geschiedenis
De Molenwijk is aangelegd tussen 1915 en 1921 naar een stedenbouwkundig plan van Berlage uit 1909. Het maakte deel uit van het uitbreidingsplan dat architect H.P. Berlage in 1909 indiende en in 1911 werd goedgekeurd. De buurt was bedoeld voor 'het koperen knopenproletariaat', de lagere ambtenaren. De gemeente was eigenaar van een groot deel van de ongeveer 1800 woningen. De bouw van de kleine arbeiderswoningen was niet onomstreden. Het communistisch raadslid Coltof vond in 1919 dat de gemeente de woningnood op "verderfelijke wijze" aangreep door arbeiders in huurkazernes samen te pakken met de bedoeling “het levenspeil van de arbeidersklasse niet op te voeren, maar neer te drukken”. De aanleg van Molenwijk luidde in feite het begin in van de Haagse sociale woningbouw.
De buurt wordt gekenmerkt door straatnamen die verwijzen naar allerlei mechanisch, industriële aandrijfvoorwerpen (Asstraat, Wiekstraat, Schepradstraat, Spilstraat, Zuigerstraat, Schoeplaan, Klepstraat, Ketelstraat, Drijfriemstraat, Cylinderstraat) en een meetinstrument (Peilstraat).
In 1972 werd in de Molenwijk een grote stadsvernieuwing gepland. In deze voor de buurt roerige tijd ontstond de Aktiegroep Laakkwartier-Noord. Zij voerden met succes actie voor betaalbare huren en goede sociale begeleiding bij sloop en nieuwbouw. Thans wordt de buurt voortdurend verbeterd. Centraal in de buurt ligt de stadsboerderij Molenweide. Deze werd aangelegd in maart 2002 en heeft o.a. een speeltuin en volkstuintjes.
Een markant gebouw in de buurt is het voormalig Haags Tehuis voor Ongehuwden (HTO) van architect K.P.C. de Bazel uit 1925. In dit gebouw waren voorzieningen zoals een badhuis en een restaurant gevestigd. In de Tweede Wereldoorlog was het HTO in gebruik door de Sicherheitsdienst. De meeste mensen hadden in de jaren na de oorlog geen douche in huis, in het HTO kon men daarom voor een dubbeltje douchen. Thans is het gebouw verbouwd en wonen er vooral studenten.

## Openbaar vervoer in Molenwijk
Op 1 januari 1927 ging tramlijn 17 als eerste de Molenwijk in, maar op 7 november 1927 verdween die alweer uit de wijk. Op 16 juni 1927 werd lijn 10 van de verlengd van het Station Hollands Spoor via de Hofwijckstraat en de Rijswijkseweg naar de Draaistraat in Molenwijk. Via de Draaistraat, het Cromvlietplein werd het eindpunt Stuwstraat (bij de Ketelstraat) bereikt, zonder keerlus. Aanvankelijk reed lijn 10 alleen in de zomer, tot 14 september. Maar vanaf 7 november dat jaar keerde lijn 10 permanent terug. In die tijd kon men met lijn 10 via o.a. Oranjeplein, Boekhorststraat, Westeinde en Willem de Zwijgerlaan helemaal naar de Westduinweg (bij Duindorp) doorrijden. Tussen 1929 en 1943 reed lijn 10 zelfs dóór Duindorp, tot het einde van de Pluvierstraat. Om onduidelijke redenen werd na de oorlog het herstel van deze directe lijn tussen Duindorp en het centrum nooit voltooid. In de jaren 1950 werd lijn 10 nog een klein stukje in Molenwijk verlengd. Er kwam een keerlus door de straten omdat op de lijn PCC-cars werden ingezet. Vanaf de Stuwstraat werd via de Ketelstraat het eindpunt op de Trekweg naast de Trekvliet bereikt. Vanaf dat eindpunt werd via de Rijswijkse kant van de Broekslootkade weer naar de Stuwstraat gereden, waarbij de sporen elkaar kruisten. Op 22 mei 1966 kwam een eind aan deze lijn; lijn 10 werd gekoppeld aan lijn 36 (voormalige lijn I - 3) en reed sinds die datum als lijn 10 langs de Molenwijk over de hele Rijswijkseweg naar station Voorburg. Ze werd "vervangen" door een buslijn 21 Hollands Spoor - Ypenburg (vliegveld) via Stuwstraat, Ketelstraat, Cromvlietkade en Geestbrugweg, die echter weinig reed. Deze werd wegens gebrek aan klandizie in 1980 ook naar de Rijswijkse weg verlegd, had nog maar 2 ritten per dag (geen ritten in het weekend) en werd uiteindelijk opgeheven samen met het vliegveld.
Anno 2024 rijdt tramlijn 15 (Nootdorp – Centraal Station) over de Rijswijkseweg en de bewoners in het ‘onderste’ gedeelte van de buurt, bij de gemeentegrens met Rijswijk kunnen ook gebruikmaken van tramlijn 1 (Delft – Scheveningen).